# I когорта антиохийцев
I стрелковая когорта антиохийцев (лат. Cohors I Antiochensium sagittariorum) — вспомогательное подразделение армии Древнего Рима, относящаяся к типу Cohors quingenaria peditata.
По всей видимости, данное подразделение было набрано из жителей сирийского города Антиохия. Впервые когорта упоминается в военном дипломе от 75 года. На тот момент она входила в состав войск, дислоцировавшихся в провинции Мезия. Дальнейшие дипломы, датированные периодом 93-161 годов, свидетельствуют, что когорта стала частью гарнизона Верхней Мезии.
Между 103 и 105 годом подразделение временно находилось в провинции Дакия. Оно участвовало в строительстве военного лагеря в Дробете, а затем было временно размещено там. В 115 году когорта была одной из четырёх когорт, оставшихся в Верхней Мезии, в то время как девять других участвовали в Парфянском походе Траяна.